# (302932) Francoballoni
(302932) Francoballoni est un astéroïde de la ceinture principale.

## Description
(302932) Francoballoni est un astéroïde de la ceinture principale. Il fut découvert le 29 septembre 2003 à Androuchivka par l'Observatoire astronomique d'Androuchivka. Il présente une orbite caractérisée par un demi-grand axe de 2,47 UA, une excentricité de 0,10 et une inclinaison de 1,9° par rapport à l'écliptique.

## Compléments